# Ocell del paradís d'Albertis
L'ocell del paradís d'Albertis (Drepanornis albertisi) és un ocell de la família dels paradiseids (Paradiseidae).

## Hàbitat i distribució
Habita els boscos de les muntanyes de Nova Guinea, a les muntanyes Arfak, Kumawa i Wandammen, vessant septentrional de les Weyland i Foya, fins les Sepik, Península de Huon, muntanyes Herzog i districtes sud-orientals.